# 藤野彰
藤野 彰（ふじの あきら、1955年-）は、中国問題ジャーナリスト、北海道大学名誉教授、読売新聞東京本社社友。専門は現代中国論。中国政治、中国共産党史を中心に研究。東京都生まれ。
1978年早稲田大学政治経済学部卒業。同年読売新聞東京本社入社。地方部、社会部を経て1986-1987年中国山東大学に留学（中国政府奨学金留学生）。1987年外報部に転じ、1988年上海特派員、1990年北京特派員。1993年以降、本社外報部主任、シンガポール支局長、国際部次長、中国総局長（2回）、編集委員（中国問題担当）などを歴任。2007-2010年日中ジャーナリスト交流会議（日本側座長：田原総一朗）メンバー。記者活動の傍ら青山学院大学、神戸大学、大阪大学、同志社大学、目白大学などで非常勤講師として現代中国問題等を講義。2011年、読売新聞東京本社退社。
2012-2019年北海道大学大学院メディア・コミュニケーション研究院教授。2013-2017年NHK北海道地方放送番組審議会委員、委員長。2019年4月から北海道大学名誉教授。2019-2021年 同大学大学院非常勤講師。

## 著書

### 単著
- 『嘆きの中国報道 改革・開放を問う』亜紀書房 1994 （中国語版『可嘆的中国報導』台北・凱侖出版社1995）
- 『現代中国の苦悩』日中出版 2003
- 『臨界点の中国 コラムで読む胡錦濤時代』集広舎 2007
- 『「嫌中」時代の中国論 異質な隣人といかに向きあうか』柏艪舎 ネプチューン〈ノンフィクション〉シリーズ　2013
- 『客家と毛沢東革命 井岡山闘争に見る「民族」問題の政治学』日本評論社 2022

### 編著・共著
- 『上海・長江経済圏Q&A100 中国発展のキー・エリア』高井潔司共編 亜紀書房 1995
- 『中国環境報告 苦悩する大地は甦るか』増補改訂版（編）読売新聞中国環境問題取材班著 日中出版 2007
- 『現代中国を知るための50章』第3版 高井潔司,遊川和郎共編著 明石書店 エリア・スタディーズ 2008
- 『客家と中国革命 「多元的国家」への視座』矢吹晋共著 東方書店 2010
- 『「私には敵はいない」の思想 中国民主化闘争二十余年』劉暁波ほか共著 藤原書店 2011
- 『メガチャイナ 翻弄される世界、内なる矛盾』読売新聞中国取材団著 中公新書 2011
- 『現代中国を知るための40章』第4版 高井潔司,曽根康雄共編著 明石書店 エリア・スタディーズ 2012
- 『日中の壁』日中ジャーナリスト交流会議編 築地書館 2012
- 『共鳴するガヴァナンス空間の現実と課題 「人間の安全保障』から考える』 松下冽,山根健至編著 晃洋書房 2013
- 『日本の分について考える 2』鈴木邦男,山口二郎共著 柏艪舎 2015
- 『現代中国を知るための44章』第5版 曽根康雄共編著 明石書店 エリア・スタディーズ 2016
- 『現代中国を知るための52章』第6版 藤野彰編著 明石書店 エリア・スタディーズ 2018
- 『現代中国を知るための54章』第7版 藤野彰編著 明石書店 エリア・スタディーズ 2024

### 翻訳
- 鄭義『朱鎔基 中国を変える男』訳編 日中出版 1994
- 毛毛『わが父・鄧小平 「文革」歳月』（上下）共訳 中央公論新社 2002
- ツェリン・オーセル『殺劫(シャーチェ) チベットの文化大革命』劉燕子共訳 集広舎 2009
- ツェリン・オーセル『殺劫（シャーチエ）チベットの文化大革命』増補改訂版 訳+解説 集広舎 2025

### 監修
- 『現地取材！世界のくらし(3)　中国』吉田忠正（文・写真）、藤野彰（監修）ポプラ社 2020

### 出演
- NHK-BS特集「日本と中国　何を伝えるべきか」
- テレビ朝日「朝まで生テレビ」
- 北海道テレビ「朝まで生討論」

## 参考
- [ISBN　978-4-434-18121-4]
- 『現代日本人名録』2002年
- 北大